# Таласіон
Тала́сіон, Тала́с, Тала́сій (лат. Talassio) — 1) за переказом, один з учасників викрадення сабінянок; 2) римський бог весілля (тотожний з Гіменеєм); його згадували у весільних піснях, коли святкова процесія переступала поріг будинку молодого.